# マスター・オブ・ザ・リングス
『マスター・オブ・ザ・リングス』（Master of the Rings）は、ドイツのヘヴィメタルバンド、ハロウィンが1994年に発表したアルバム。

## 解説
元ピンク・クリーム69のアンディ・デリスと、元ガンマ・レイのウリ・カッシュという2人の新メンバーを迎えて制作された。

## 収録曲
1. イリテイション Irritation (Weik Editude 112 In C)
（作曲：Michael Weikath）
2. ソウル・サヴァイヴァー Sole Survivor
（作詞：Andi Deris・Michael Weikath / 作曲：Michael Weikath）
12thシングル
3. ホエア・ザ・レイン・グロウズ Where The Rain Grows
（作詞：Andi Deris / 作曲：Michael Weikath）
10thシングル
4. ホワイ？ Why?
（作詞・作曲：Andi Deris）
5. MR.EGO Mr. Ego (Take Me Down)
（作詞・作曲：Roland Grapow）
欧州での10thシングル曲。脱退したマイケル・キスクを皮肉った曲である。
6. パーフェクト・ジェントルマン Perfect Gentleman
（作詞：Andi Deris・Michael Weikath / 作曲：Andi Deris）
11thシングル
7. ザ・ゲーム・イズ・オン The Game Is On
（作詞・作曲：Michael Weikath）
8. シークレット・アリバイ Secret Alibi
（作詞・作曲：Michael Weikath）
9. テイク・ミー・ホーム Take Me Home
（作詞・作曲：Roland Grapow）
10. ハートビート In The Middle Of A Heartbeat
（作詞：Andi Deris・Michael Weikath / 作曲：Andi Deris）
12thシングル「Sole Survivor」のC/W
11. スティル・ウィ・ゴー Still We Go
（作詞・作曲：Roland Grapow）
12. キャント・ファイト・ユア・デザイア Can't Fight Your Desire ※
（作詞・作曲：Andi Deris）
10thシングル「Where The Rain Grows」のC/W
13. グラポウスキズ・マルムスウィート Grapowski's Malmsuite 1001※
（作曲：Roland Grapow）
11thシングル「Perfect Gentleman」のC/W

※日本盤ボーナストラック

### エクスパンディッド・エディション・ボーナス・ディスク
1. キャント・ファイト・ユア・デザイア Can't Fight Your Desire
（作詞・作曲：Andi Deris）
10thシングル「Where The Rain Grows」のC/W
2. スター・インヴェイジョン Star Invasion
（作詞：Andi Deris・Michael Weikath / 作曲：Michael Weikath）
10thシングル「Where The Rain Grows」のC/W
3. コールド・スウェット Cold Sweat
（作詞・作曲：Phil Lynott,John Sykes）
11thシングル「Perfect Gentleman」のC/W。Thin Lizzyのカバー。
4. シリコン・ドリームズ Silicon Dreams
（作詞・作曲：Markus Grosskopf）
11thシングル「Perfect Gentleman」のC/W
5. グラポウスキズ・マルムスウィート Grapowski's Malmsuite 1001
（作曲：Roland Grapow）
11thシングル「Perfect Gentleman」のC/W
6. アイ・ストール・ユア・ラヴ I Stole Your Love
（作詞・作曲：Paul Stanley）
12thシングル「Sole Survivor」のC/W。KISSのカバー。
7. クローサー・トゥ・ホーム Closer to Home
（作詞・作曲：Mark Farner）
12thシングル「Sole Survivor」のC/W。Grand Funk Railroadのカバー。

## 参加ミュージシャン
- アンディ・デリス - vocals
- マイケル・ヴァイカート - guitar
- ローランド・グラポウ - guitar, Lead vocals on "Closer to Home"
- マーカス・グロスコフ - bass
- ウリ・カッシュ - drums